# Rájec (district de Šumperk)
Pour les articles homonymes, voir Rajec (homonymie).
Rájec (en allemand : Gross Rasel) est une commune du district de Šumperk, dans la région d'Olomouc, en République tchèque. Sa population s'élevait à 553 habitants en 2023.

## Géographie
Rájec est arrosée par la Moravská Sázava, un affluent de la Morava, et se trouve à 4 km au sud-est de Zábřeh, à 15 km au sud-sud-ouest de Šumperk, à 39 km au nord-ouest d'Olomouc et à 179 km à l'est-sud-est de Prague.
La commune est limitée par Zábřeh au nord, par Leština à l'est, par Zvole au sud, et par Jestřebí à l'ouest.

## Histoire
La première mention écrite de la localité date de 1273.

## Transports
Par la route, Rájec se trouve à 4 km de Zábřeh, à 17 km de Šumperk, à 43 km d'Olomouc et à 220 km de Prague.